# مرگ هالک شگفت‌انگیز
مرگ هالک شگفت‌انگیز فیلمی آمریکایی و متعلق به سال ۱۹۹۰ می‌باشد، بنر یک دکتر و پژوهشگر است او در طی یک آزمایش تبدیل به یک هیولا می‌شود واو در تلاش برای درمان این فرایند وحشتناک است.